# 아산시의 향토문화유산
아산시의 향토문화유산은 「문화재보호법」 및 「충청남도 지정문화재 조례」에 따라 지정된 것 이외의 것으로 향토의 역사, 예술, 학술상 가치가 있는 것과 이에 준하는 유산으로서 그 유형은 다음 각 호와 같다.
1. 유형문화유산 : 건조물, 전적(典籍), 서적(書跡), 고문서, 회화, 조각, 공예품 등 유형의 문화적 소산으로서 역사적·예술적 또는 학술적 가치가 큰 것과 이에 준하는 고고자료(考古資料)
2. 무형문화유산 : 음악, 무용, 공예기술 등 무형의 문화적 소산으로서 역사적·예술적 또는 학술적 가치가 큰 것
3. 역사적 유적 : 절터, 옛무덤, 조개무덤, 성터, 궁터, 가마터, 유물포함층 등의 사적지(史蹟地)와 특별히 기념이 될 만한 시설물로서 역사적·학술적 가치가 큰 것
4. 민속유산 : 의식주, 생업, 신앙 등에 관한 풍속이나 관습과 이에 사용되는 의복, 기구 등으로서 국민생활의 변화를 이해하는 데 반드시 필요한 것

## 지정 목록
| 번호 | 그림 | 명칭              | 소재지                        | 소유자 (관리자)       | 지정·해제일자        | 비고                             |
| ---- | ---- | ----------------- | ----------------------------- | --------------------- | -------------------- | -------------------------------- |
| 1    |      | 열녀평산신씨정려  | 아산시 영인면 아산리 230-7    | 고형탁                | 2006년 3월 7일 지정  | [ 깨진 링크 ( 과거 내용 찾기 ) ] |
| 2    |      | 효부의령남씨정려  | 아산시 탕정면 매곡리 552-2    | 이증팔                | 2006년 3월 7일 지정  | [ 깨진 링크 ( 과거 내용 찾기 ) ] |
| 3    |      | 열녀경주배씨정려  | 아산시 영인면 신운리 292-4    | 하재용                | 2006년 3월 7일 지정  | [ 깨진 링크 ( 과거 내용 찾기 ) ] |
| 4    |      | 효자전효원정려    | 아산시 배방읍 회룡리 산48     | 천안전씨종중          | 2006년 3월 7일 지정  | [ 깨진 링크 ( 과거 내용 찾기 ) ] |
| 5    |      | 효부동래정씨정려  | 아산시 신창면 신달리 501-51   | 오종환                | 2006년 3월 7일 지정  | [ 깨진 링크 ( 과거 내용 찾기 ) ] |
| 6    |      | 효자김익생정려    | 아산시 도고면 도산리 270-1    | 금령김씨종중          | 2006년 3월 7일 지정  | [ 깨진 링크 ( 과거 내용 찾기 ) ] |
| 7    |      | 성내리 비석군     | 아산시 영인면 성내리 산24     | 함부광                | 2006년 3월 7일 지정  | [ 깨진 링크 ( 과거 내용 찾기 ) ] |
| 8    |      | 아산리 비석군     | 아산시 영인면 아산리 445-1    | 영인면장              | 2006년 3월 7일 지정  | [ 깨진 링크 ( 과거 내용 찾기 ) ] |
| 9    |      | 용화사 미륵불     | 아산시 영인면 신봉리 산139-73 | 김영균                | 2006년 3월 7일 지정  | [ 깨진 링크 ( 과거 내용 찾기 ) ] |
| 10   |      | 회룡리 삼층석탑   | 아산시 배방읍 회룡리 83-2     | 이영훈                | 2006년 3월 7일 지정  | [ 깨진 링크 ( 과거 내용 찾기 ) ] |
| 11   |      | 오교대 반석       | 아산시 영인면 구성리 355-1    | 김정숙                | 2006년 3월 7일 지정  | [ 깨진 링크 ( 과거 내용 찾기 ) ] |
| 12   |      | 해암리 게바위     | 아산시 인주면 해암리 197-2    | 하진순외 3인          | 2006년 3월 7일 지정  | [ 깨진 링크 ( 과거 내용 찾기 ) ] |
| 13   |      | 갈곡 연정         | 아산시 도고면 화천리 479-2    | 임완선                | 2006년 3월 7일 지정  | [ 깨진 링크 ( 과거 내용 찾기 ) ] |
| 14   |      | 독성서사          | 아산시 도고면 화천리 479-2    | 임종순                | 2006년 3월 7일 지정  | [ 깨진 링크 ( 과거 내용 찾기 ) ] |
| 15   |      | 임욱 영정각       | 아산시 영인면 월선리 78       | 장흥임씨 종중         | 2006년 3월 7일 지정  | [ 깨진 링크 ( 과거 내용 찾기 ) ] |
| 16   |      | 가락국왕 숭령각   | 아산시 음봉면 동암리 524-2    | 가락종친회            | 2006년 3월 7일 지정  | [ 깨진 링크 ( 과거 내용 찾기 ) ] |
| 17   |      | 영인산성          | 아산시 영인면 상성리 산29-1   | 영인면                | 2006년 3월 7일 지정  | [ 깨진 링크 ( 과거 내용 찾기 ) ] |
| 18   |      | 신인동 갓바위     | 아산시 신인동 141             | 파평윤씨종중          | 2006년 3월 7일 지정  | [ 깨진 링크 ( 과거 내용 찾기 ) ] |
| 19   |      | 조만영 영세불망비 | 아산시 영인면 아산리 233      | 영인면                | 2006년 3월 7일 지정  | [ 깨진 링크 ( 과거 내용 찾기 ) ] |
|      |      | 초가장 및 담장장  | 아산시 송악면 외암리 84       | 성주화 등 11인        | 2014년 3월 25일 지정 |                                  |
|      |      | 송악두레논매기    | 아산시 송악면 외암리 582-4    | 박용선                | 2014년 3월 25일 지정 |                                  |
|      |      | 효자 정신비       | 아산시 풍기동 424             | 풍기 1통(효암) 노인회 | 2014년 3월 25일 지정 |                                  |
|      |      | 오봉사 삼층석탑   | 아산시 장촌동 500             | 오봉사                | 2015년 8월 5일 지정  |                                  |
|      |      | 옥련암 소장유물   | 아산시 득산동 4-5             | 옥련암                | 2015년 8월 5일 지정  |                                  |

## 참고 문헌
- 아산시 홈페이지 - 고시/공고
- 아산시보